# Stumptown
Stumptown est une série télévisée dramatique américaine créée par Jason Richman, basée sur des romans graphiques du même titre, et diffusée depuis le 25 septembre 2019 sur le réseau ABC et en simultané sur le réseau CTV au Canada.
En France, la série est diffusée depuis le 2 novembre 2020 sur Téva[réf. souhaitée] et en clair à partir du 9 janvier 2021 sur M6, et au Québec à partir du 18 janvier 2021 sur Noovo. Elle reste inédite dans tous les autres pays francophones.

## Synopsis
La série est centrée sur Dex Parios, ancienne militaire américaine qui devient détective privée à Portland dans l'Oregon, où elle prend également soin de son frère trisomique.

## Distribution

### Acteurs principaux
- Cobie Smulders (VF : Laura Blanc) : Dexadrine « Dex » Parios
- Jake Johnson (VF : Damien Ferrette) : Greyson « Grey » McConnell
- Tantoo Cardinal (VF : Julie Carli) : Sue Lynn Blackbird
- Cole Sibus (VF : Gauthier Battoue) : Ansel Parios, frère de Dex
- Adrian Martinez : Tookie
- Camryn Manheim (VF : Josiane Pinson) : Lieutenant Cosgrove
- Michael Ealy (VF : Eilias Changuel) : détective Miles Hoffman

### Acteurs récurrents et invités
- Fiona Rene (VF : Ingrid Donnadieu) : détective Kara Lee (9 épisodes)
- Gregory Zaragoza : Hollis Green (5 épisodes)
- Zosia Mamet : Kaytlin / Kendra / Katrina[3] (épisode 2)
- Jay Duplass (VF : Laurent Morteau) : Alan[3] (épisode 2)
- Zulay Henao : Denise (épisodes 2 et 4)
- Donal Logue (VF : Jean-François Aupied) : Arthur Banks (épisodes 3 et 4)
- Monica Barbaro : Liz Melero, petite amie de « Grey » (épisodes 6 à 9)
- Mike Epps : juge Antonio Price[4] (épisode 10)
- Inbar Lavi : Max[5] (épisodes 11 à 13)
- Ryan Dorsey : Leo[6] (épisodes 11 à 13)

## Production

### Développement
Le 29 janvier 2019, ABC a passé la commande de l'épisode pilote de l'adaptation de la série de bande dessinée Stumptown.
Le pilote a été écrit par Jason Richman, producteur exécutif aux côtés de Ruben Fleischer, Dave Bernad, Greg Rucka, Matthew Southworth et Justin Greenwood.
Le 8 mai 2019, ABC annonce une commande de treize épisodes pour la saison 2019-2020.
Un jour plus tard, il a été annoncé que la diffusion de la série débuterait à l'automne 2019 tous les mercredis à 22 h.
Satisfaite des audiences, ABC commande le 28 octobre 2019 une saison complète de 18 épisodes.
Le 21 mai 2020, ABC a renouvelé la série pour une deuxième saison. Cependant en septembre 2020, ABC annule la série en raison des délais dans la production causées par un changement de showrunner ainsi que de la pandémie de Covid-19. La production cherche un nouveau diffuseur.

### Casting
En février 2019, il a été annoncé que Cobie Smulders a été choisi pour jouer le rôle principal. Parallèlement à l’annonce de la commande de la série, Michael Ealy, Mark Webber et Camryn Manheim rejoignent la distribution dans des rôles principaux. Le 11 mai 2019, il a été rapporté que Webber, qui avait initialement été choisi pour jouer le rôle principal masculin face à Smulders dans la série, a été remplacé. Le 29 mai 2019, Jake Johnson a été casté dans le rôle de Grey McConnell, en remplacement de Webber. Le 14 mai 2019, ABC a publié le premier trailer officiel de la série.

## Épisodes
1. Une enquête très privée (Forget It Dex, It's Stumptown)
2. L'Arnaqueuse (Missed Connections)
3. Mission piégée (Rip City Dicks)
4. Une affaire de famille (Family Ties)
5. Le Mauvais Alibi (Bad Alibis)
6. Dex et Rock & Roll (Dex, Drugs and Rock & Roll)
7. Tous les coups sont permis (November Surprise)
8. La Liste de nos ennemis (The Other Woman)
9. Liaison dangereuse (Dex Education)
10. La réalité n'épargne personne (Reality Checks Don't Bounce)
11. Retour vers le passé (The Past and the Furious)
12. Les Belles Mécaniques (Dirty Dexy Money)
13. Pour quelques dollars de plus (The Dex Factor)
14. Jusqu'à ce que Dex nous sépare (Til Dex Do Us Part)
15. Star System (At All Costs: The Conrad)
16. Les Fantômes du passé (All Quiet on the Dextern Front)
17. Secret défense (The Dex Files)
18. Justice pour Benny (All Hands on Dex)